# Charlie Houchin
Charles „Charlie“ Gipson Houchin (* 3. November 1987 in Lake Forest, Illinois) ist ein ehemaliger Schwimmer aus den Vereinigten Staaten. Er erhielt 2012 eine olympische Goldmedaille und bei Weltmeisterschaften eine Goldmedaille auf der 50-Meter-Bahn und eine Silbermedaille auf der 25-Meter-Bahn.

## Sportliche Karriere
Charlie Houchins internationale Karriere begann bei den Pan Pacific Swimming Championships 2010. Houchin wurde Fünfter über 400 Meter  Freistil und Sechster über 800 Meter Freistil. Bei den Kurzbahnweltmeisterschaften 2010 in Dubai schied Houchin über 400 Meter Freistil im Vorlauf aus. Die 4-mal-200-Meter-Freistilstaffel schlug im Endlauf als Zweite an. Hier waren im Endlauf Peter Vanderkaay, Ryan Lochte, Garrett Weber-Gale und Ricky Berens dabei. Charlie Houchin und David Walters erhielten für ihren Vorlaufeinsatz ebenfalls eine Silbermedaille.
2011 schied Houchin bei den Weltmeisterschaften in Shanghai als 14. über 400 Meter Freistil im Vorlauf aus. Drei Monate später bei den Panamerikanischen Spielen in Guadalajara siegte Houchin über 400 Meter Freistil und mit der 4-mal-200-Meter-Freistilstaffel.
Ein Jahr später bei den Olympischen Spielen 2012 in London traten Charlie Houchin, Matthew McLean, Davis Tarwater und Conor Dwyer im Vorlauf der 4-mal-200-Meter-Staffel an und schwammen die schnellste Zeit. Im Finale waren Ryan Lochte, Conor Dwyer, Ricky Berens und Michael Phelps sieben Sekunden schneller als die Vorlaufstaffel und erschwammen die Goldmedaille mit drei Sekunden Vorsprung vor den Franzosen. Alle sieben beteiligten Schwimmer aus den Vereinigten Staaten erhielten eine Goldmedaille.
Bei den Weltmeisterschaften 2013 in Barcelona schwamm die 4-mal-200-Meter-Freistilstaffel mit Matthew McLean, Michael Klueh, Charlie Houchin und Ricky Berens die schnellste Vorlaufzeit. Im Finale waren Conor Dwyer, Ryan Lochte, Charlie Houchin und Ricky Behrens sechs Sekunden schneller und gewannen den Titel vor Russen und Chinesen.